# Попов, Сергей Петрович (контр-адмирал)
Сергей Петрович Попов (1921—1975) — контр-адмирал Военно-морского флота СССР, участник Великой Отечественной войны, лауреат Ленинской и Государственной премий.

## Биография

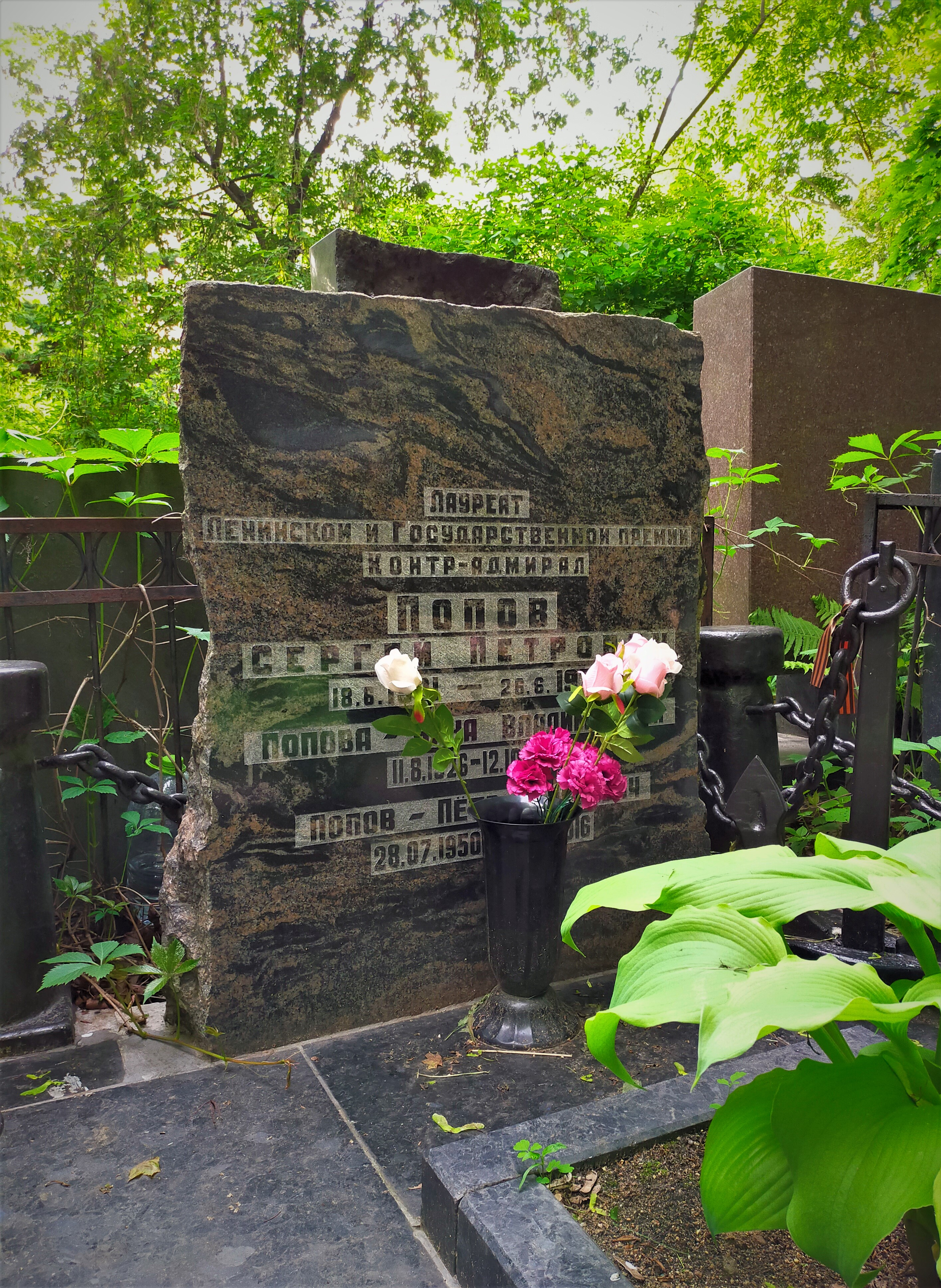
Могила С. П. Попова на Введенском кладбище

Сергей Петрович Попов родился 18 июня 1921 года в городе Моршанске (ныне — Тамбовская область). В 1942 году он окончил Ленинградское военно-морское училище имени М. В. Фрунзе и был направлен на фронт Великой Отечественной войны, командовал торпедным катером Черноморского флота. После окончания войны Попов продолжил службу в Военно-морском флоте СССР.
С 1952 года Попов служил в КБ-11 в городе Арзамас-16 (ныне — Российский федеральный ядерный центр – Всероссийский научно-исследовательский институт экспериментальной физики в городе Саров Нижегородской области). Принимал участие в разработке ядерных зарядов и размещении их в ракетных комплексах. Прошёл путь от обычного инженера до заместителя Главного конструктора КБ-11. В 1961 году за разработку головных частей к ракете Р-7А Попов в числе прочих участников разработки получил Ленинскую премию.
С августа 1963 года и до самой смерти Попов возглавлял КБ-20 (впоследствии — Конструкторское бюро автотранспортного оборудования) в городе Мытищи Московской области. При его непосредственном участии разрабатывались технологические устройства для ядерного оружия и атомной промышленности СССР. По инициативе Попова разрабатывалось семейство унифицированных машин многоцелевого назначения для баллистических ракет.
Скоропостижно скончался 26 июня 1975 года, похоронен на Введенском кладбище (29 уч.).
В 1975 году Попову в числе прочих его сотрудников посмертно была присуждена Государственная премия СССР. Также Попов был награждён орденами Ленина, Октябрьской Революции, Отечественной войны 1-й степени, тремя орденами Красной Звезды и рядом медалей.